# SL Rasch
SL Rasch GmbH Special and Lightweight Structures ist ein interdisziplinär arbeitendes Architekturbüro, das sich auf die Planung und Herstellung  von Sonderkonstruktionen und Leichtbauten spezialisiert hat. Das Unternehmen wurde von Mahmoud Bodo Rasch gegründet. Zu den bekanntesten Projekten zählen die wandelbaren Großschirme vor der Moschee des Propheten in Medina und der Makkah Clock Tower, der höchste Uhrenturm der Welt.

## Geschichte
Mahmoud Bodo Rasch gründete im Jahr 1980 das Büro Rasch & Associates und 1991 die Firma Sonderkonstruktionen und Leichtbau GmbH. 1998 wurde Raschs langjähriger Chefarchitekt Jürgen Bradatsch Partner im Architekturbüro Rasch und Bradatsch. Seit 1998 firmiert das Unternehmen als SL Rasch GmbH Special and Lightweight Structures.

## Profil
Der Gründer Mahmoud Bodo Rasch hat bei Frei Otto studiert, im Atelier Frei Otto Warmbronn und am Institut für leichte Flächentragwerke an der Universität Stuttgart gearbeitet. Im Team SL Rasch forschen und arbeiten Architekten, Bauingenieure, Maschinenbauingenieure, Informatiker und Designer interdisziplinär unter einem Dach.
Sie entwickeln Strukturen mit dem von Frei Otto geprägten Anspruch, jede Konstruktion technisch und ästhetisch kontinuierlich zu optimieren.
SL Rasch ist spezialisiert auf die Entwicklung und Konstruktion von Sonderkonstruktionen und Leichtbaustrukturen wie Großschirmen und wandelbaren Dächern. Das Fundament der Arbeit ist die Grundlagenforschung und die Entwicklung spezifischer Software.
Das Unternehmen verfügt über eine High Performance Computing Anlage und beschäftigt momentan rund 30 Mitarbeiter.

## Ausgewählte Projekte
- 1987: Solarbetriebene Schirme, 5 × 5 m, Dschidda, Saudi-Arabien
- 1987: Toldo für die Qubāʾ-Moschee, Medina, Saudi-Arabien
- 1988: Bewegliche Überdachung für ein Freilichttheater, Wiltz, Luxemburg
- 1990: Zelte für den Strandpalast (Beach Residence) „Thuwal Palace“, Thuwal, Provinz Mekka, Saudi-Arabien
- 1992: 27 „Sliding Domes“, bewegliche Hightech-Kuppeln über den Innenhöfen der Moschee des Propheten, Medina, Saudi-Arabien[5]
- 1992: 12 fahrbare Großschirme (17 × 18 m) für die beiden Innenhöfe der Moschee des Propheten, Medina, Saudi-Arabien.[6]
- 1992: Integriertes Beleuchtungssystem für die Piazza um die Moschee des Propheten in Medina, Saudi-Arabien
- 1994: Schirme für den Innenhof des Renaissanceschlosses, Wasseralfingen, Aalen, Württemberg[7]
- 1995: Kuppeln für die Guekdepe Moschee, Turkmenistan
- 1995: Zweimastzelt in einer Parkanlage, Riad, Saudi-Arabien
- 1996: Sternwellenzelt und Schirme, 5 × 5 m, für Biennale, Venedig, Italien
- 1996: „Jubilee ship“, pneumatische Konstruktion für die Hochschule der Künste, Berlin
- 1997: Zelte für einen Strandpalast in Obhur, Saudi-Arabien
- 1997: Moderne Zeltstadt als temporäre Unterkunft für Pilger, Mina, Saudi-Arabien
- 1998: „Maqam Ibrahim“, Schrein für die Al Haram Moschee, Mekka, Saudi-Arabien
- 1999: Fahrbares Zeltdach für den Robinson Club, Fuerteventura, Spanien
- 1999: Kuppeln und Beleuchtungssystem für die Masjid Wilayah Persekutuan, Kuala Lumpur, Malaysia
- 1999: Kuppeln für Putra Mosque, Putrajaya, Malaysia
- 2000: Rundzelte für die Firma Storek, Leonberg, Deutschland
- 2000: Fahrbare Schirme (16 × 16 m) vor der Al-Hussein-Moschee, Kairo, Ägypten
- 2000: „Kaaba Stairs“, fahrbare Treppe für die Kaaba in der Heiligen Moschee, Mekka, Saudi-Arabien
- 2000: Venezuela Pavillon auf der Expo 2000, Hannover
- 2001: „Tanzbrunnen“, Membrandach, Köln
- 2001: „Sail Island“, Schattensegel am Roten Meer, Corniche Jedda, Saudi-Arabien
- 2001: Treppengängiges Elektrofahrzeug
- 2002: Toldo für die Villa d’Este, Rom, Italien
- 2002: Fahrbare Schirme vor dem Hôtel d’Angleterre, Lausanne, Schweiz
- 2002: „Minbar“, fahrbare Kanzel für die heilige Moschee, Mekka, Saudi-Arabien
- 2003: Desert Ship 1, Wüstenfahrzeug
- 2004: Wandelbares Dach, Burgruine Scherenburg, Gemünden a. M., Deutschland
- 2004: Membrandach für ein Retail Center, Riad, Saudi-Arabien
- 2004: Schirmkonzept zur Veranstaltungsüberdachung, Entwurf mit Frei Otto, Schlossplatz, Stuttgart
- 2004: VIP-Travellounge
- 2005: Desert Ship 2, Wüstenfahrzeug
- 2007: Sonnenschirme und Zeltdach, Royal Terminal, Dschidda, Saudi-Arabien.
- 2007: Fahrbare Schirme für das Sandy Lane Hotel, St. James, Barbados
- 2009–2012: „Tower Tents“, Zelte auf den Abraj Al Bait Towers, Mekka, Saudi-Arabien
- 2010: Membransegel, Internationale Schule, Stuttgart
- 2011: 250 fahrbare Großschirme (26 × 26 m) für die Moschee des Propheten, Medina, Saudi-Arabien
- 2012: „Royal Clock“ und Turmspitze auf dem „Royal Clock Tower“ der Abraj Al Bait Towers, Mekka, Saudi-Arabien[1]
- 2013: Wandelbare Schirme auf dem Sundance Square, Fort Worth, Texas
- 2013: „Temporary Mataf Ring Structure“, Temporäre Ringbrückenkonstruktion für Fußgänger, Mekka, Saudi-Arabien
- 2015: „Prototyp U53“, Entwicklung des weltweit größten wandelbaren Schirms, Mekka, Saudi-Arabien
- 2018: Eingangsbereich mit Schirmdach vor einer Spielbank, Stuttgart, Deutschland
- 2019: Wandelbare Membranen für Lichtöffnungen, Private Club House, Abu Dhabi, Vereinigte Arabische Emirate

## Auszeichnungen
- 1992: Preis des Deutschen Werkbundes Bayern
- 1993: Award for Best Innovation, "International Association for Automation and Robotics in Construction", Houston, Texas
- 1993: Erster Preis im internationalen Wettbewerb "Imam Bukhari Educational Complex", Samarkand, Uzbekistan
- 2014: Abdullatif Al Fozan Award for Mosque Architecture

## Filme
- Bodo Rasch – Architektur für Allah, Dokumentarfilm, 2004, SÜDWEST Fernsehen: 29. Januar 2004, 22.30 Uhr
- The Makkah Clock Film, 2012, SL Rasch[8]